# NGC 6188
NGC 6188是位於天壇座，距離地球4,000光年的一個發射星雲。裸眼可見的明亮疏散星團NGC 6193，照亮了其內的NGC 6188，使朦朧的該區域因反射星光而可見
NGC 6188是由幾顆年輕的大質量恆星雕塑出來，由恆星組成的星雲。其中一些恆星的年齡只有幾百萬年；成形的火花可能是最後一批超新星所引發的。

## 外部連結
- APOD, December 28, 2012 - NGC 6188 and NGC 6164（页面存档备份，存于）
- Astronomy Picture of the Day: 01/27/14 – Fighting Dragons of Ara（页面存档备份，存于）